# 사소설
사소설(私小説 시쇼세츠, 와타쿠시쇼세츠[*])은 일본의 근대 소설 가운데 작가가 직접 경험한 일을 소재로 쓰여진 소설을 가리키는 용어이다.
이야기의 사건이 작가의 삶의 사건에 해당하는 일종의 고백 문학을 설명하는 데 사용되는 일본 문학의 문학 장르이다. 이 장르는 메이지 시대 일본의 자연주의 수용을 기반으로 설립되었으며 이후 다른 아시아 국가의 문학에도 영향을 미쳤다. 이 장르의 문학은 더 큰 개성과 덜 제약된 글쓰기 방법을 반영한다. 처음부터 사소설은 사회나 작가의 삶의 측면을 폭로하는 장르였다.